# Dechawat Poomjaeng
Dechawat Poomjaeng (n. 11 de julio de 1978) es un jugador de snooker tailandés.

## Biografía
Nació en Tailandia en 1978. Es jugador profesional de snooker desde 2011, aunque se ha caído del circuito profesional en más de una ocasión. No se ha proclamado campeón de ningún torneo de ranking, y su mayor logro hasta la fecha fue alcanzar los octavos de final tres veces, a saber: los del Abierto de China de 2015 (cayó 1-5 ante Gary Wilson), los del Campeonato del Reino Unido de 2015 (1-6 frente a Mark Selby) y los del Snooker Shoot Out de 2023 (perdió contra Liam Highfield). Sí ha logrado tejer una tacada máxima, que llegó en su partido contra Zak Surety de las rondas clasificatorias del Masters de Alemania de 2014.